# قوس ليوناردو الإفرنجية

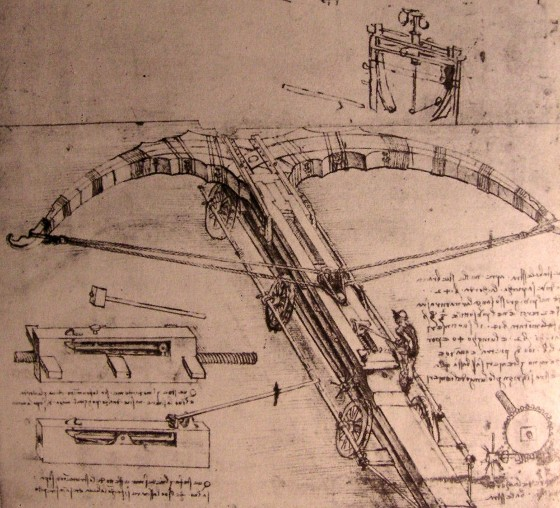
التصميم الأصلي للقوس الضخم موجود في (مخطوطة أتلانتيكس، f. 149a)

قوس ليوناردو الإفرنجية أو القوس الإفرنجية العملاقة هي أحد أنواع آلات الرماية الحربية التي صممها ليوناردو دا فينشي، وتوجد الرسومات في مخطوطة أتلانتيكس، فيما لم يتم صنعه من قبل مصممه أبداً، فيما صمم لقياس 1:1 والذي بثّ للمرة الأولى ضمن وثائقي من إنتاج آي تي إن باسم «آلة رونالدو الحلم، باللغة الإنكليزية en:Leonardo's Dream Machines» في فبراير عام 2003 على القناة الرابعة البريطانية.
الفكرة الأصلية لليوناردو، كما وُصفت في مخطوطة أتلانتيكس (1488–1489) كانت تقوم على تصميم قوس إفرنجية ضخمة لزيادة مدى رمي المقذوف، استخدم بدايةً لرمي الحجارة والقنابل، غالباً بغية الإرهاب فقط، حيث كان القوس مصنوعا من الخشب النحيل ومركب على 6 عجلات، بعرض 27 ياردة ومصنوعاً من 39 جزءاً منفصلاً.
يعود إنشاء هذا التصميم للودوفيكو سفورزا، وهو أمير إيطالي في عصر النهضة، وقد أراد أن يقوم بتوسيع وتطوير جيشه وجيش منطقة ميلانو. ولكي يقوم بذلك، أراد تحسين الأطروحات والمقالات الموجودة في الهندسة العسكرية عند روبرتو فالتوريو، والتي قام ليوناردو برد رسالة سفورزا والتي تتضمن تصاميم لعدة اختراعات آلية، والتي كانت القوس الإفرنجية واحدةً منها، كما أبرز ليوناردو في رسالته خبرته في الهندسة، وخاصة لعلمه أن سفورزا كان يبحث عن توظيف مهندسين عسكريين في ذلك الوقت.
بالرغم من عدم وجود تاريخ دقيق لقوس ليوناردو، إلا أنه يعتقد اكتمال التصميم مابين سنتي 1483 و1490. فيما يتفق العديد من الباحثين إنهاء ليوناردو لعمله في ميلانو، لكن السؤال يتداول حول السبب الذي دعاه للوصول هناك، حيث يعتقد البعض سبب ذلك يعود إلى البحث عن عمل كرسام، ثمَّ تلقى أنباء عن رغبة سفورزا العسكرية حين وصوله، فيما يرجح آخرون أن السبب الأولي الذي أتى به إلى ميلانو هو العمل لصالح سفورزا. يعتقد البعض أنّ ليوناردو صمم القوس لغرض التسلية الشخصية، إلا أن هذا التصميم يدل على استخدامه كسلاح خطير والذي سوف يظهر بيد مستخدمه لوفيكو سفورزا. وأن مصدر إلهامه لصنع هذه الآلة، إنما كانت لنشوء ليوناردو في إيطاليا خلال القرن الخامس عشر الميلادي، والذي يعني أنه كان شاهداً على الحروب المتتابعة بين العديد من دول المدن في منطقته. وهكذا، وضع ليوناردو وقتًا وجهدًا مكثفًا في التصاميم التي يمكن أن تحمي أبناء وطنه وتؤذي العدو بشكل كبير. ونجد أن القوس الإفرنجية تدعم هذه النظرية في أن الحجم الهائل المقصود من السلاح مما يهدف إلى إثارة الخوف والذعر في قلوب الأعداء لإبعادهم، بالإضافة لامتلاكها قدرة هائلة على الخراب والتدمير عند إنشائها. تعد القوس الإفرنجية من الآلات القديمة الموجودة قبل عصر ليوناردو دافنشي، لكن ما جعل سلاحه مميزاً تطور تصميمه، وذلك بسبب بروز قوس ليوناردو بشكل كبير، وذو عمود ضيق ومسمار مدبب لضبط ضربات السهام، مما يحسن بشكل كبير من تدفق الهواء في القوس وسحب السهم لقذفه، وهذا ما سيعطي السلاح كفاءة أكبر ودقة أعلى للعمل، هذه الأفكار كانت موجودة في تصميم ليوناردو وحده. في حين استخدم ليوناردو الرياضيات المتقدمة لصنع قوس متقاطع، بالرغم من وجود بضع أخطاء واضحة حالياً في العلم الهندسي والتصميم، إلا أنه كان «أول مهندس حديث يحاول تطبيق الرياضيات الهندسية لقوانين الحركة في علم تصميم الآلات.». أما المعجزة الرياضية الأخرى التي لاحظها ليوناردو في تصميم القوس هي التقنيات النسبية التي استخدمها في كل جانب من جوانب التصميم.

## فهرس المراجع
1. ↑  باللغة الإيطالية Balestra gigante نسخة محفوظة 2010-04-02 على موقع واي باك مشين.
2. ↑  قاعدة بيانات الأفلام على الإنترنت, Leonardo's Dream Machines نسخة محفوظة 2016-03-15 على موقع واي باك مشين.
3. ↑  Landrus، Matthew (2010). Leonardo da Vinci's Giant Crossbow. Berlin, Heidelberg: Springer. ص. 5,17,33. مؤرشف من الأصل في 2020-06-23.
4. 1 2  Landrus، Matthew (2010). Leonardo da Vinci's Giant Crossbow. Berlin, Heidelberg: Springer. ص. 5. مؤرشف من الأصل في 2020-06-23.
5. ↑  Landrus، Matthew (2010). Leonardo da Vinci's Giant Crossbow. Berlin, Heidelberg: Springer. ص. 9,21. مؤرشف من الأصل في 2020-06-23.
6. ↑  Stuart، Nathan (2016). "The Engineering Genius of a Renaissance Man". The Engineer. Online. {{استشهاد بدورية محكمة}}: روابط خارجية في |ref= (مساعدة)
7. ↑  Foley، Vernard؛ Palmer، George؛ Werner، Soedel (1985). "The Crossbow". Scientific American. ج. 252 ع. 1: 104-111.
8. ↑  Landrus، Matthew (2010). Leonardo da Vinci's Giant Crossbow. Berlin, Heidelberg: Springer. ص. 8. مؤرشف من الأصل في 2020-06-23.{{استشهاد بكتاب}}:  صيانة الاستشهاد: التاريخ والسنة (link)
9. ↑  Landrus، Matthew (2010). Leonardo da Vinci's Giant Crossbow. Berlin, Heidelberg: Springer. ص. 3. مؤرشف من الأصل في 2020-06-23.

## روابط خارجية
- Balestra gigante باللغة الإيطالية
- القوس والنشاب الضخم